# Íhar Xítau
Íhar Xítau   (Pòlatsk, 24 d'octubre de 1986) és un futbolista belarús de la dècada de 2010.
Fou internacional amb la selecció de Belarús.
Pel que fa a clubs, defensà els colors de FC Astana i FC Dinamo Minsk.